# Baltasar de Abarca y Velasco
Baltasar de Abarca y Velasco  fue un militar y político español, comendador de la Orden de Santiago y teniente general de los reales ejércitos españoles del siglo XVIII, que sirvió como gobernador del Tucumán entre 1727 y 1730.

## Biografía
Baltasar de Abarca y Velasco nació en Barcelona, era hijo de Juan de Abarca, teniente general de los ejércitos reales. Fue militar como su padre y llegó a coronel de Dragones de los Reales Ejércitos, pero por una enfermedad dejó las armas y se incorporó a la Orden de San Jerónimo. Luego, por la misma enfermedad, abandonó el noviciado.
Se mudó a América acompañando al designado virrey del Perú, José de Armendáriz, marqués de Castelfuerte. En 1726, el virrey lo designó gobernador del Tucumán y partió desde Lima vía Chile. Allí debió permanecer unos meses con motivo de unas fuertes tormentas de nieve que le impidieron cruzar los Andes.
Sucedió a Alonso de Alfaro y tuvo como misión principal reforzar los fuertes de la provincia (que entonces abarcaba un extenso territorio de 700 000 km² por los territorios y actuales provincias de Tarija, Jujuy, Salta, Catamarca, la actual provincia de Tucumán, Santiago del Estero, La Rioja y Córdoba.

## Gobierno del Tucumán (1727-1730)
Debió hacer frente a los ataques de los indios matacos y guaycurúes, misión muy difícil al carecer de recursos porque no disponía de tropas para defender las fronteras. Durante su gobierno se produjo un marcado deterioro en la gobernación, una suerte de retroceso en las conquistas anteriores; los indígenas del Chaco invadieron la provincia y llegaron y asaltaron hasta la ciudad de Córdoba, como nunca lo había hecho con anterioridad; tierras y haciendas fueron devastadas y los españoles perdieron sus fortunas.
En 1728 los aborígenes atacaron simultáneamente el fuerte de Balbuena y la reducción de San Esteban de Miraflores. Si bien fueron rechazados en el fuerte, en cambio la reducción sucumbió. Los indígenas lules que allí habitaban, y que habían sido convertidos al catolicismo, huyeron hacia los bosques. Así fue como se despobló la reducción San Esteban de Miraflores, que era una suerte de barrera para quienes intentasen entrar en el Tucumán. Los españoles se vieron obligados a retirarse hacia las ciudades.
El gobernador levantó el censo de los indígenas del pueblo de Mopa, refaccionó la iglesia Catedral y el templo de la cofradía de los mercedarios en Santiago del Estero, y consolidó a los jesuitas.
En el año 1730, como había perdido autoridad, optó por renunciar a la gobernación para asumir en Perú como general de las armas del Callao. El Deán Funes afirmó que carecía de carácter y de condiciones para el mando.